# ماركو ماركاتو
ماركو ماركاتو (بالإيطالية: Marco Marcato )‏ (و. 1984  م) هو راكب دراجة هوائية إيطالي، ولد في سان دونا دي بيافي، شارك في طواف إسبانيا، وسباق طواف فرنسا 2011، وسباق طواف فرنسا 2017، وسباق طواف فرنسا 2012، وطواف فرنسا، وسباق طواف فرنسا 2014، وطواف فرنسا 2018.

## سجل الفوز

### سباقات أو مراحل فاز بها
| التاريخ        | السباق                       | المركز                  |
| -------------- | ---------------------------- | ----------------------- |
| 04 مارس 2007   | طواف ألميريا 2007            | الثامن في التصنيف العام |
| 12 أبريل 2007  | 2007 Grand Prix Pino Cerami  |                         |
| 09 سبتمبر 2007 | 2007 Giro della Romagna      |                         |
| 30 يوليو 2008  | طواف الوني 2008              | الرابع في التصنيف العام |
| 27 أغسطس 2008  | طواف إينكو 2008              | السابع في تصنيف الجبال  |
| 14 أبريل 2009  | باريس-كاممبير 2009           | الرابع في التصنيف العام |
| 07 يونيو 2009  | طواف لوكسمبورغ 2009          | الثالث في التصنيف العام |
| 08 أغسطس 2009  | طواف بولندا 2009             | الثامن في التصنيف العام |
| 01 يناير 2010  | دريفينكويرز أوفيريجز 2010    |                         |
| 27 مارس 2010   | إي ثري هاريل بيك 2010        | التاسع في التصنيف العام |
| 08 أبريل 2010  | 2010 Grand Prix Pino Cerami  |                         |
| 26 سبتمبر 2010 | جيرو دي توسكانا 2010         |                         |
| 06 فبراير 2011 | نجم بسجس 2011                |                         |
| 07 أبريل 2011  | 2011 Grand Prix Pino Cerami  |                         |
| 02 أكتوبر 2011 | طواف فونديه 2011             | الفائز في التصنيف العام |
| 09 أكتوبر 2011 | باريس تورز 2011              |                         |
| 07 أكتوبر 2012 | باريس تورز 2012              | الفائز في التصنيف العام |
| 21 مارس 2015   | لوار أتلانتيك الكلاسيكي 2015 |                         |
| 26 أغسطس 2015  | دريفينكويرز أوفيريجز 2015    |                         |

## روابط خارجية
- ماركو ماركاتو على موقع الاتحاد الدولي للدراجات (الإنجليزية)
- ماركو ماركاتو على موقع أرشيف الدراجات (الإنجليزية)
- ماركو ماركاتو على موقع إحصائيات الدراجات الإحترافية (الإنجليزية)
- ماركو ماركاتو على موقع نسبة الدراجات (الإنجليزية)
- ماركو ماركاتو على موقع CycleBase (الإنجليزية)